# ناغاوكاكيو (كيوتو)
مدينة ناغاوكاكيو (بالإنجليزية: Nagaokakyō)‏ هي أحد المدن التابعة لمحافظة كيوتو. تأسست رسميًا في 01/10/1972. ويقدر عدد سكانها بـ 79031 نسمة حسب تقدير مكتب الإحصاء الياباني لعام 2012. تبلغ مساحة ناغاوكاكيو 19.18 كم2. بكثافة سكانية تبلغ 4120 نسمة/كم2.

## أعلام
- أيومي كارو
- أكيهيرو ليناغا
- هيديوكي إيشيدا
- شوهي ياماموتو
- هيروشي أوتسوكي

## روابط خارجية
- الموقع الرسمي لمدينة ناغاوكاكيو
- مكتب الإحصاءات البريطاني